# 119846 Goshiina
119846 Goshiina este o planetă minoră (asteroid) din centura de asteroizi. A fost descoperită pe 6 februarie 2002 la Goodricke-Pigott Observatory⁠(d) de Roy A. Tucker⁠(d) și a fost numită după Go Shiina⁠(d). 
Obiectul prezintă o orbită caracterizată de o semiaxă mare de 2,6010509655465 UAi, o excentricitate de 0,14557240931322, o înclinație de 6,126607431127 ° în raport cu ecliptica.